# Taubenjule
Taubenjule ist ein deutscher Kinderfilm des DEFA-Studios für Spielfilme von Hans Kratzert aus dem Jahr 1983 nach der Erzählung Das Mädchen im roten Pullover von Edith Bergner aus dem Jahr 1974.

## Handlung
Auf einem See in der Nähe des Dorfes Altenpril findet eine Regatta mit Angelkähnen statt, deren Sieger zum wiederholten Mal die 11-jährige Jella mit ihrem Freund Freitag werden. Während der anschließenden Feier aller Kinder des Dorfes zeigt Jella die beiden Brieftauben Romeo und Julia ihres Freundes und erklärt, dass diese das erste Mal allein nach Hause fliegen sollen. Für Freitag, der die beiden Tauben aufgezogen hat, ist das ein aufregender Moment.
Einige Tage später kommt mit der Post die Zuweisung für eine Neubauwohnung in der 60 Kilometer entfernten Stadt Steinberge, in der Jellas Vater als Bauleiter arbeitet. Diese Neuigkeit muss Jella umgehend ihrem Freund erzählen, der aber darüber nicht begeistert ist, obwohl sie ihm erklärt, dass diese Wohnung in der Stadt so gut wie das große Los ist. Anschließend rennt sie zu ihrer Mutter, die auch überrascht ist, da sie nichts von dem Wohnungsantrag weiß. Deshalb äußert sie sich erst einmal nicht dazu, streitet sich aber darüber am Abend mit ihrem Mann. Ihr würde es schwerfallen, das Dorf mit dem von ihrem Urgroßvater gebauten Haus und ihre Arbeit als Brigadierin in der LPG aufzugeben. Jellas Vater behauptet aber, dass er dadurch viel näher an seiner Arbeit wäre und auch durch den Umzug viel mehr Zeit für die Familie haben wird. Da Jellas Mutter will, dass die Familie zusammenbleibt, erklärt sie sich dann doch bereit, mit in die Stadt zu ziehen. Zum Abschied bekommt Jella von Freitag die beiden Brieftauben geschenkt, damit sie nicht so allein ist.
Mit den Kindern in ihrem Haus und in ihrer Klasse gibt es erst einmal Probleme. Besonders Bodo gibt ihr zu verstehen, dass er sie nicht leiden kann. Eine große Gemeinheit ist seine Freilassung von Romeo und Julia, die auf dem Dach des Hauses ein Quartier gefunden hatten. Darüber ist Jella sehr traurig und auch eine geplante dreitägige Reise an die Ostsee mit ihren Eltern kann daran nichts ändern. Die Fahrt muss allerdings ohne ihren Vater stattfinden, da der arbeitsmäßig auf der Baustelle gebraucht wird. Nach ihrer Rückkehr steht ein Korb mit den beiden Brieftauben vor der Wohnungstür, die Freitag dort abgestellt hat, da diese nach ihrer Freilassung ihrer Orientierung nach in Freitags Taubenschlag geflogen sind.
Um ihren Hauseingang immer leicht zu finden, pflanzt Jella davor einen Baum und wird dabei von Felix unterstützt. Er tröstet sie auch, als dieser einige Tage später wieder zerstört wird, da an dieser Stelle ein Graben für ein Elektrokabel gezogen wird. Durch diese Aktion bekommt Jella Sehnsucht nach ihren Freunden in Altenpril, nimmt Romeo und Julia und fährt mit dem Bus dorthin. Hier muss sie erkennen, dass Freitag bereits eine neue Freundin gefunden hat, die jetzt mit ihm die Bootsrennen gewinnt und sie selbst nicht mehr vermisst wird. Sie lässt die beiden Tauben fliegen, da sie weiß, dass sie ihren Weg allein finden werden.
Als sie wieder in Steinberge ankommt und auf das Dach ihres Hauses geht, sind Romeo und Julia überraschenderweise schon da. Sie haben diesen Ort als neue Heimat angenommen, was jetzt auch für Jella zutrifft.

## Produktion und Veröffentlichung
Das Szenarium stammte von Margot Beichler, die Dramaturgie lag in den Händen von Gudrun Deubener. Die Außenaufnahmen wurden in Potsdam, Schwerin, Pinnow und am Ostseestrand von Warnemünde gedreht.
Taubenjule wurde von der Künstlerischen Arbeitsgruppe „Berlin“ unter dem Arbeitstitel Das Mädchen im roten Pullover auf ORWO-Color gedreht und hatte seine Uraufführung am 7. Juli 1983 im Berliner Kino Colosseum. 1984 lief der Film im Rahmen des Kinder- und Jugendprogramms der Internationalen Filmfestspiele Berlin. Im Fernsehen der Bundesrepublik lief er am 3. März 1985 im ZDF und anschließend am 24. August 1985 im 1. Programm des Fernsehens der DDR.

## Kritik
Für H. U. von der Neuen Zeit war es auffallend, dass der Film ohne neckische Kindertümelei auskommt, da die Hauptdarstellerin, als herb wirkender Typ, kein niedliches Filmkind darstellt. Die Dramaturgie ließ streckenweise etwas zu wünschen übrig.
Für das Lexikon des internationalen Films ist dieser Streifen ein aufgesetzt-lehrreicher Kinderfilm, in dem der Umzug eines elfjährigen Mädchens vom Land in eine Großstadt wenig realistisch verklärt wird. Die Aussage einer recht penetranten Doktrin lautet, dass man sich dort wohlfühlt, wo man lebt.